# Chính sách thị thực của Monaco

Chính sách thị thực khối Schengen(áp dụng với Monaco).
Các quốc gia thành viên khối Schengen
Các thành viên EU khác ngoại khối Schengen nhưng có chung chính sách thị thực và các vùng lãnh thổ đặc biệt của các quốc gia khối Schengen và EU. Các quốc gia này sẽ vào Khối nếu họ đủ điều kiện.
Miễn thị thực đến các quốc gia Schengen 90 ngày trong mỗi chu kỳ 180 ngày, mặc dù một số quốc gia Phụ lục II có thể được miễn lâu hơn trong một số trường hợp (EC 539/2001 Phụ lục II)
Cần thị thực để đến các quốc gia Schengen (EC 539/2001 Phụ lục I)
Cần thị thực để quá cảnh tại các nước Schengen (EC 810/2009 Phụ lục IV)

Monaco không có chính sách thị thực riêng và áp dụng chính sách thị thực khối Schengen. Mặc dù Monaco không phải một phần của Liên minh Châu Âu, hay khối Schengen, lãnh thổ của nó là một phần của Khối Schengen bởi thỏa thuận 1963 giữa Pháp và Monaco. Quy ước 1963 được sửa để nó là một phần của Khối Schengen nếu nó là một phần của Pháp.

## Ở dài hạn
Người nước ngoài muốn ở lại Monaco lâu hơn 3 tháng cần có giấy phép cư trú.

## Dấu hộ chiếu làm quà lưu niệm

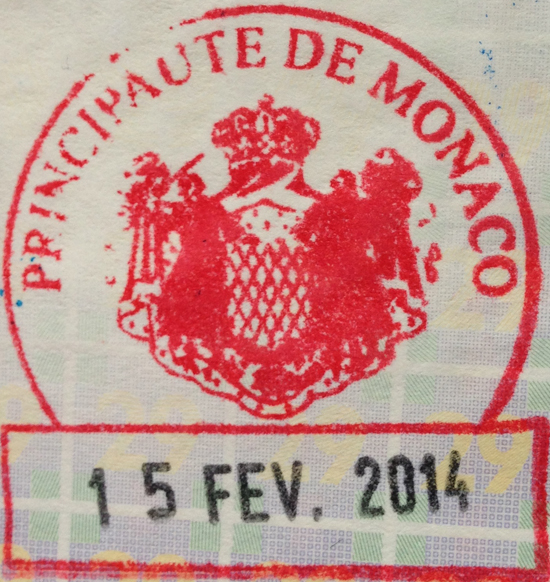
Một dấu hộ chiếu làm quà lưu niệm

Khi đến Monaco, có kiểm tra hộ chiếu trừ khi đến từ một quốc gia Schengen. Du khách có thể xin dấu hộ chiếu làm quà lưu niệm tại cơ quan du lịch.